# Макс Крістіансен
Макс Крістіансен (нім. Max Christiansen, нар. 25 вересня 1996, Фленсбург) — німецький футболіст, півзахисник клубу «Ганновер 96».
Виступав, зокрема, за клуб «Ганза», а також олімпійську збірну Німеччини.

## Клубна кар'єра
Народився 25 вересня 1996 року в місті Фленсбург. Вихованець юнацьких команд футбольних клубів «Фленсбург 08», «Гольштайн» та «Ганза».
У дорослому футболі дебютував 2014 року виступами за команду клубу «Ганза», в якій провів один сезон, взявши участь у 24 матчах чемпіонату. Більшість часу, проведеного у складі «Ганзи», був основним гравцем команди.
До складу клубу «Інгольштадт 04» приєднався 2015 року. Відіграв за інгольштадтський клуб 50 матчів в національному чемпіонаті за три сезони.
Половину сезону 2018–19 років Макс провів у складі клубу «Армінія» (Білефельд), згодом продовжив кар'єру в складі команди «Вальдгоф» (Мангайм) за який відіграв 54 матчі в національному чемпіонаті.
Свій наступний сезон Крістіансен розпочава в новій команді «Гройтер Фюрт». З яким продовжив контракт до завершення сезону 2022–23.
Влітку 2023 уклав дворічну угоду з клубом «Ганновер 96».

## Виступи за збірні
2012 року дебютував у складі юнацької збірної Німеччини, взяв участь у 17 іграх на юнацькому рівні, відзначившись 3 забитими голами.
Протягом 2015 року залучався до складу молодіжної збірної Німеччини. На молодіжному рівні зіграв у 9 офіційних матчах.
2016 року захищав кольори олімпійської збірної Німеччини. У складі цієї команди провів 2 матчі. У складі збірної — учасник футбольного турніру на Олімпійських іграх 2016 року у Ріо-де-Жанейро.

## Статистика виступів

### Статистика клубних виступів
Станом на 8 вересня 2024
| Команда               | Сезон             | Чемпіонат         | Чемпіонат | Чемпіонат | Національний кубок | Національний кубок | Усього | Усього |
| Команда               | Сезон             | Ліга              | Ігор      | Голів     | Ігор               | Голів              | Ігор   | Голів  |
| --------------------- | ----------------- | ----------------- | --------- | --------- | ------------------ | ------------------ | ------ | ------ |
| «Ганза»               | 2013-14           | Третя ліга        | 7         | 1         | —                  | —                  | 7      | 1      |
| «Ганза»               | 2014-15           | Третя ліга        | 17        | 0         | —                  | —                  | 17     | 0      |
| «Ганза»               | Разом             | Разом             | 24        | 1         | —                  | —                  | 24     | 1      |
| «Інгольштадт 04 II»   | 2014-15           | Регіоналліга      | 2         | 0         | —                  | —                  | 2      | 0      |
| «Інгольштадт 04 II»   | 2015-16           | Регіоналліга      | 3         | 0         | —                  | —                  | 3      | 0      |
| «Інгольштадт 04 II»   | 2016-17           | Регіоналліга      | 2         | 0         | —                  | —                  | 2      | 0      |
| «Інгольштадт 04 II»   | 2017-18           | Регіоналліга      | 1         | 1         | —                  | —                  | 1      | 1      |
| «Інгольштадт 04 II»   | Разом             | Разом             | 8         | 1         | —                  | —                  | 8      | 1      |
| «Інгольштадт 04»      | 2014-15           | Друга Бундесліга  | 4         | 1         | —                  | —                  | 4      | 1      |
| «Інгольштадт 04»      | 2015-16           | Бундесліга        | 19        | 0         | 1                  | 0                  | 20     | 0      |
| «Інгольштадт 04»      | 2016-17           | Бундесліга        | 11        | 0         | 1                  | 0                  | 12     | 0      |
| «Інгольштадт 04»      | 2017-18           | Друга Бундесліга  | 16        | 0         | 1                  | 0                  | 17     | 0      |
| «Інгольштадт 04»      | Разом             | Разом             | 50        | 1         | 3                  | 0                  | 53     | 1      |
| «Армінія» (Білефельд) | 2018-19           | Друга Бундесліга  | 7         | 0         | 2                  | 0                  | 9      | 0      |
| «Вальдгоф» (Мангайм)  | 2019-20           | Третя ліга        | 29        | 2         | 1                  | 0                  | 30     | 2      |
| «Вальдгоф» (Мангайм)  | 2020-21           | Третя ліга        | 25        | 1         | —                  | —                  | 25     | 1      |
| «Вальдгоф» (Мангайм)  | Разом             | Разом             | 54        | 3         | 1                  | 0                  | 55     | 3      |
| «Гройтер Фюрт»        | 2021-22           | Бундесліга        | 27        | 0         | 0                  | 0                  | 27     | 0      |
| «Гройтер Фюрт»        | 2022-23           | Друга Бундесліга  | 31        | 0         | 1                  | 0                  | 32     | 0      |
| «Гройтер Фюрт»        | Разом             | Разом             | 58        | 0         | 1                  | 0                  | 59     | 0      |
| «Ганновер 96»         | 2023-24           | Друга Бундесліга  | 19        | 0         | 1                  | 0                  | 20     | 0      |
| «Ганновер 96»         | 2024-25           | Друга Бундесліга  | 4         | 0         | 1                  | 0                  | 5      | 0      |
| «Ганновер 96»         | Разом             | Разом             | 23        | 0         | 2                  | 0                  | 25     | 0      |
| Усього за кар'єру     | Усього за кар'єру | Усього за кар'єру | 225       | 6         | 9                  | 0                  | 234    | 6      |

## Титули і досягнення
Німеччина (ол.)
- Срібний призер Олімпійських ігор (1): 2016